# Проміжний набій

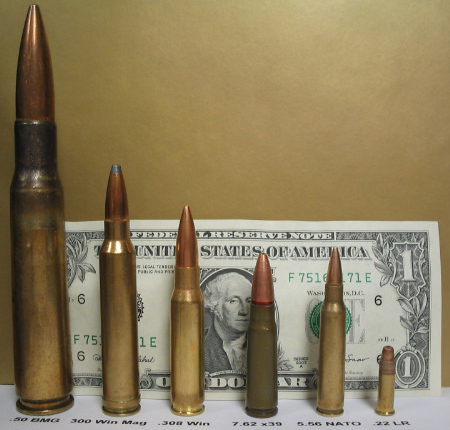
Зліва направо: крупнокаліберний патрон 12,7 × 99 мм, гвинтівкові патрони: 300 Win Mag, 7,62 × 51 мм НАТО (.308 Winchester), проміжні патрони: 7,62 × 39 мм, 5,56 × 45 мм, малокаліберний патрон .22 LR.

Проміжний набій (патрон) — тип патрона для вогнепальної зброї, проміжний по потужності між пістолетними і гвинтівковими патронами.

## Історія створення

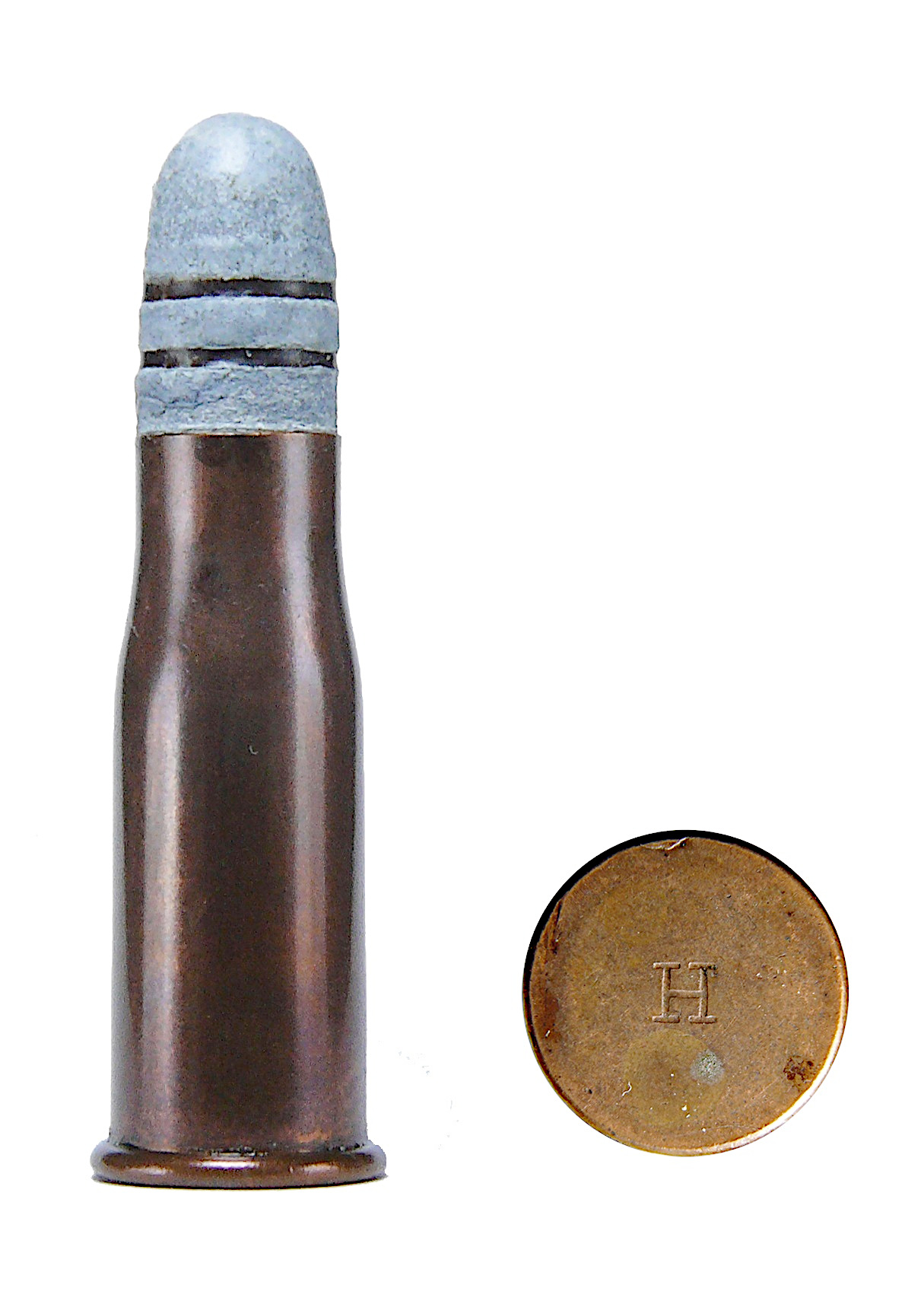
10.4x38mmR M1870 Vetterli

Створення проміжних патронів стало наслідком потреби в бойовій вогнепальній зброї, що оптимально поєднує помірну масу зброї і боєкомплекту, високу скорострільність і достатню дальність ведення вогню. На початку 1940-х років було усвідомлено, що на основі існуючих до того часу гвинтівкових і пістолетних патронів неможливо створити зброю, що в достатній мірі відповідає всім перерахованим вимогам.
Гвинтівкові патрони мають велику потужність, яка дає високу точність і дальність стрільби (у гвинтівок вона досягає 2 км і більше), але призводить до сильної віддачі, для компенсації якій доводиться збільшувати масу зброї. Маса гвинтівкових патронів і зброї, розрахованої на них, велика, що обмежує боєзапас стрільця. Під такий потужний патрон складно створити досить надійну і не дуже важку індивідуальну автоматичну зброю. Потужний гвинтівковий патрон вимагався в часи, коли у військах ще не було достатньої кількості кулеметів і необхідна була велика щільність вогню на великих відстанях, що досягалася зосередженим гвинтівковим вогнем підрозділів. У сучасному загальновійськовому бою від масової зброї не потрібна дальність понад 400—500 метрів, і висока потужність гвинтівкового патрона виявляється надлишковою.
Пістолетні патрони недостатньо потужні для забезпечення дальності ефективного вогню більш ніж на 200 метрів. Аеродинамічні властивості їх короткої тупокінцевої кулі далеко не оптимальні для стрільби на велику дальність. Хоча деякі пістолети-кулемети, які стріляли пістолетними патронами, мають прицільну дальність 300 і більше метрів, на практиці попадання в ціль на такій відстані вкрай складне.
Використання проміжних патронів дозволило створити відносно легку і добре керовану автоматичну зброю з достатньою точністю стрільби чергами на 300—400 метрів.
Перші розробки проміжних патронів і гвинтівок під них відносяться до Першої світової війни: американський карабін Вінчестера під патрон з дуловою енергією близько 1800 Дж, дослідний автомат Ріберойля у Франції (1918 р.) та інші. У багатьох джерелах проміжними називають дослідний патрон В. Г. Федорова і патрон Арисака, що використовувалися в автоматі Федорова, хоча обидва ці патрона по дуловій енергії і розмірами відповідають гвинтівковим.
Першими проміжними патронами, які отримали поширення, є американський патрон .30 Carbine (прийнятий на озброєння в 1940 р.) і німецький 7,92×33 мм (1940 р.). Один з найвідоміших і найпоширеніших — радянський 7,62 × 39 мм (офіційна назва — 7,62-мм патрон зразка 1943 р.).
Під час Другої світової війни основна маса військ використовувала гвинтівки, а частини автоматників з пістолетами-кулеметами створювалися для ведення швидкоплинного бою на малій дистанції і не становили більшості. У той же час в армії США з 1941 р. знаходився на озброєнні в помітних кількостях самозарядний карабін M1 Carbine під патрон 30 Carbine. В Німеччині з початку 40-х років до кінця війни розроблялися численні зразки автоматів під патрон 7,92×33 мм (StG-44, StG 45(M), Volkssturmgewehr 1-5). У СРСР роботи над такою зброєю призвели до створення карабіна Симонова, автомата Калашникова, ручного кулемета Дегтярьова. Радянський патрон зразка 1943 став єдиним для країн Організації Варшавського договору, зброю під нього розроблялося також у ЧССР, Китаї та інших країнах.
У США після війни, а згодом, для уніфікації калібрів, і в країнах НАТО був прийнятий на озброєння 7,62-мм патрон з характеристиками гвинтівкового, хоча існували європейські розробки проміжних патронів. Тільки в кінці 50-х — початку 60-х рр. в США був узятий курс на впровадження малокаліберного (5,56 мм) малоімпульсного патрона.

## Характеристики

### Початкова швидкість кулі
Для пістолетних патронів початкова швидкість зазвичай знаходиться в межах 300—500 м/с, для проміжних — 700—800 м/с і більше; для гвинтівкових — 800—900 м/с і більше.

### Дульна енергія
Дульна енергія пістолетних патронів зазвичай коливається у межах 115—700 Дж, для проміжних 1300—2200 Дж, для гвинтівкових калібру 7,5—8мм — 2800—3700 Дж..

### Імпульс віддачі
Імпульс віддачі пістолетних набоїв коливається у межах 1,75—4,7 кг*м/с, проміжних 4,8—9,3 кг*м/с, для гвинтівкових воєнних калібру 6—7 мм — 8,6—13,1 кг*м/с, калібру 7,5—8мм — 11—15,2 кг*м/с